# Läskedryck

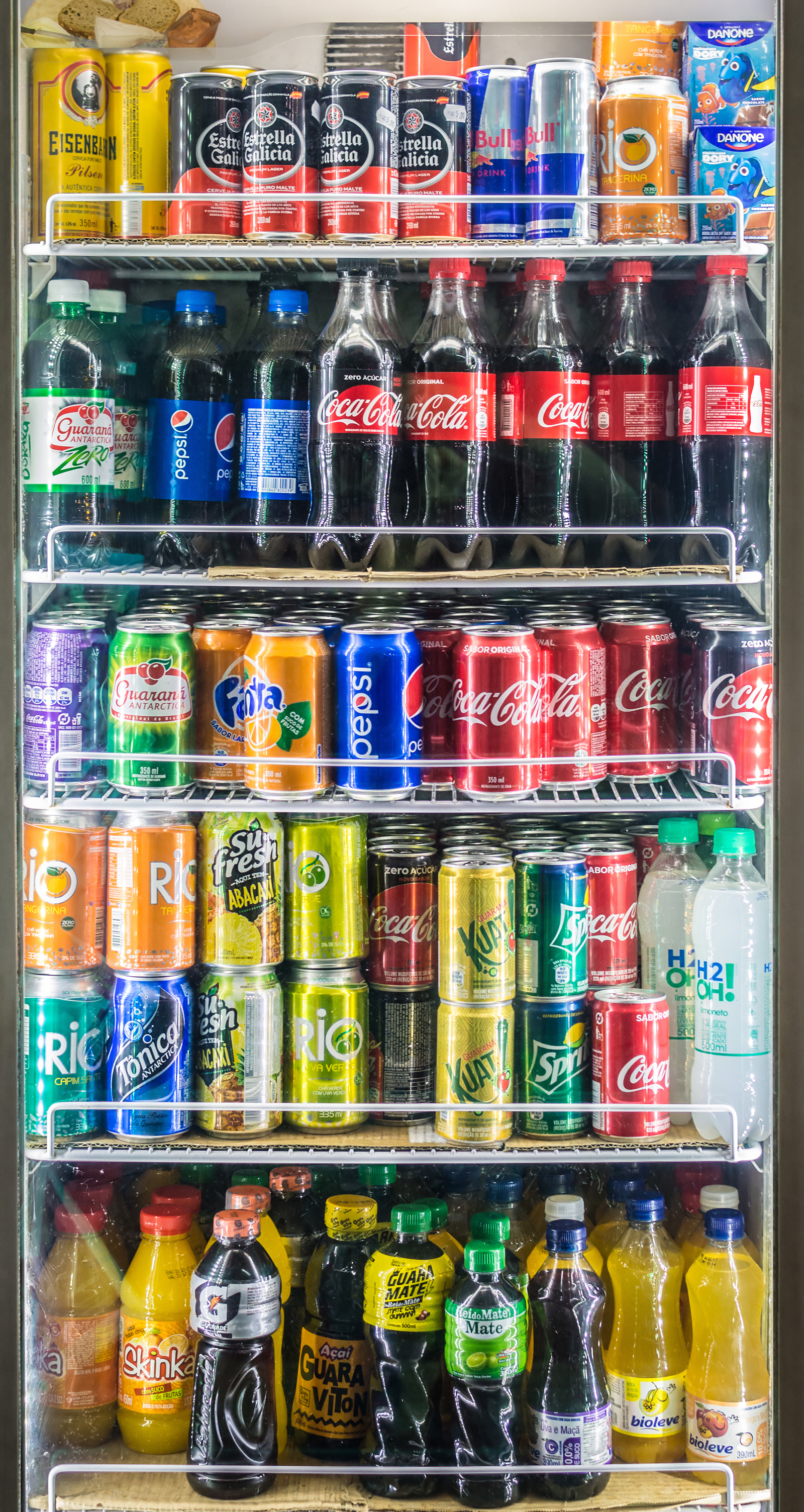
En butikskyl med läskedrycker.

Läskedryck, läsk, är en söt kolsyrad dryck som ofta serveras kall. Ett äldre ord är lemonad eller limonad. Om en läskedryck inte är kolsyrad så benämns det som en stilldrink. Vissa typer av läskedryck har tillsatser av uppiggande preparat, som till exempel koffein, ginseng eller guarana, och kallas då energidryck.

## Historia
De första läskedryckerna såldes under 1600-talet och bestod av vatten och citronjuice som sötats med honung. 1676 fick Compagnie des Limonadiers i Paris monopoltillstånd för att sälja dessa drycker. 1767 upptäckte engelsmannen Joseph Priestley en metod för att tillsätta kolsyra i vatten. Jacob Schweppe patenterade 1783 en metod för att framställa kolsyrat vatten och 1790 grundade han en fabrik i London för tillverkning av sodavatten.
Läskedryckernas historia börjar 1656 när kemisten Urban Hjärne fick i uppdrag att leta "brunnsvatten". Hjärne fick några år senare sig tillsänt vatten från Medevi som han analyserade, därmed blev han delaktig i upptäckten av Medevi Brunn. Nästan 100 år senare började Torbern Bergman experimentera med mineralvatten för att kunna göra dem på konstgjord väg. Torbern Bergman lyckades bra och var den förste i världen som lyckades framställa kolsyra på konstgjord väg. När sedan, i slutet av 1700-talet, Jöns Jacob Berzelius blandade kolsyrat vatten med olika kryddextrakt, safter och vin fick han fram olika smaksatta drycker och skapade därmed förutsättningar för vad som sedan utvecklats till dagens moderna läskedryck.

### Läskedryckernas historia i Sverige

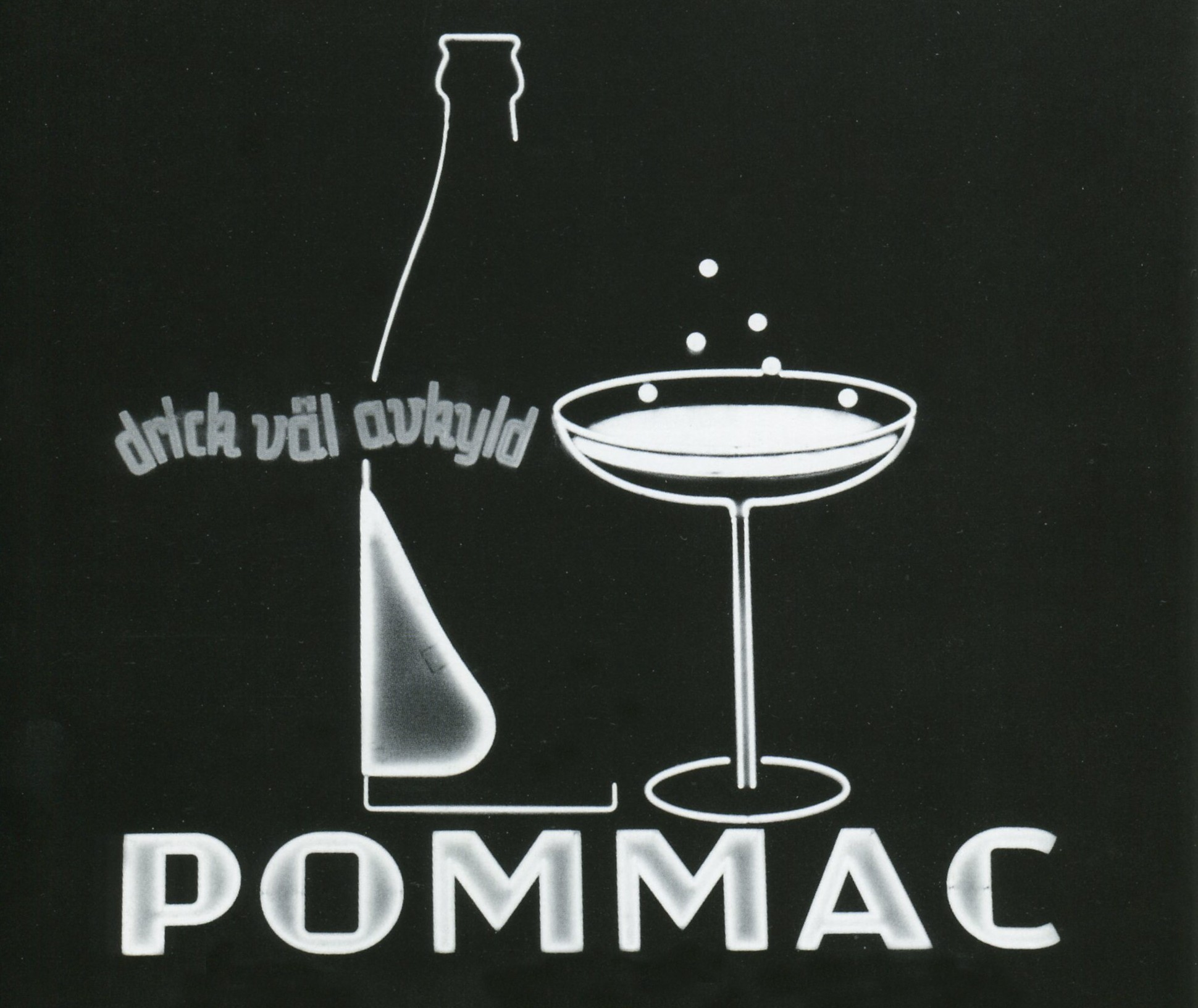
Pommac-skylten vid Stureplan, 1930-tal

Ordet läsk kommer från den äldre tyskans leschen (löschen) som betyder släcka. Läskens utveckling i Sverige var under 1800-talet starkt förknippad med apotekarrörelsen. 1835 serverade förmodligen apotekaren Fredrik Kjernander den första kolsyrande läsken i Sverige på sitt försäljningsställe på Djurgården. Inom apotekarbranschen var synen på läsk splittrad och länge motarbetades idéerna om att smaksätta kolsyrat vatten.  1874 startade Apotekarnes i Stockholm sin verksamhet för att förbättra kvalitén på mineralvatten och läskedrycker. Den äldsta Apotekarnesanläggningen låg på Nybrogatan i Stockholm och produkterna – sodavatten, seltersvatten och vichyvatten – såldes på apotek samt i särskilda vattenbutiker och kiosker.
Den första svenska läsken som såldes i etiketterad flaska var Citron-Brus som lanserades av Nordstjernans mineralvattenfabrik 1905. Nordstjernans satsning på läsktillverkning gjordes genom att bolaget 1899 grundade ett dotterbolag, Nordstjernans Mineralvattenfabrik. Läsk kallades då i regel för smaksatt mineralvatten. Andra framgångar för Nordstjernan blev Äppellemonad, och Champagne-dricka. Senare lanserades även Hallon-Lemonad och Apelsin-Lemonad. Utmärkande för den svenska läskbranschen har varit essenstillverkarna som utvecklat olika smaker och varumärken som olika bryggerier sedan köpt in. Till de mer kända tillverkarna hör AB Roberts i Örebro och Saturnus AB i Malmö. Roberts grundades 1910 och levererar nästan all mustessens. Julmust började tillverkas i Örebro 1910 men fick sitt namn och blev klassificerad som läskedryck först 1920. Roberts utvecklade även Champis som blev en stor framgång. Saturnus lanserade den första colaläsken i Sverige - Cuba Cola 1953. En annan viktig aktör var Fructus som lanserade Pommac 1919.
Förutom svenska läskedrycker importerades även märken, bland annat Afri-Cola från Tyskland som tillsammans med Coca-Cola, Cuba Cola och Pepsi-Cola räknas som de första coladryckerna i Sverige. Under 1960-talet lanserades Merry och Mer av Bjäre Industrier och andra framgångsrika läskmärken som lanserades var Trocadero, Festis och Zingo. Det var även under 1960-talet som smakerna päronsoda och passionsfrukt etablerade sig bland de mest populära smakerna. Under 1970-talet skärptes kemikaliereglerna och många läskers färg ändrades och blev blekare. Light-drycker slog igenom på 1980-talet.

## Läskedryckskonsumtion i Sverige

### Årskonsumtion per capita
| År   | Liter per invånare |
| ---- | ------------------ |
| 1980 | 40,0               |
| 1990 | 63,1               |
| 2000 | 79,2               |
| 2010 | 76,5               |

Registrerad konsumtion. Källa:

### Fördelning på läskedryckstyper 2012
| Typ                           | Miljoner liter per år |
| ----------------------------- | --------------------- |
| Coladrycker                   | 340                   |
| Apelsindrycker                | 43                    |
| Övriga kolsyrade läskedrycker | 90                    |
| Must                          | 41                    |
| Cider                         | 12                    |
| Stilldrink                    | 30                    |
| Sport- och energidrycker      | 10                    |

Registrerad konsumtion. Källa:

## Ingredienser
De ingredienser som kan förekomma i läskedrycker förutom vatten och kolsyra är till exempel socker eller sötningsmedel, aromämnen, koffein (vanligt i coladrycker), syra (citronsyra eller fosforsyra) och konserveringsmedel. Sveriges Bryggerier har sammanställt de vanligaste ingredienserna i läskedrycker.

## Hälsorisker

### Ifrågasatta ämnen
Många så kallade light-läsker innehåller inte socker, utan sötas istället med sötningsmedel. Ett förekommande sötningsmedel är aspartam, vars hälsoeffekter är omdiskuterade. Likaså är socker i läsk omdiskuterat för sina hälsoeffekter med avseende på exempelvis diabetes och övervikt.

### Karies och tandfrätning
Förutom att sockret i läsk kan orsaka karies är det också bevisat att läsk (även light) och sportdryck fräter på tandemaljen, vilket vid konstant läskdrickande kan leda till stora skador på tänderna. Detta orsakas av sura ämnen som även finns i juice. Frätningar kan inte motverkas med hjälp av tandborstning. För att minska risken för dessa frätskador bör man istället undvika att konsumera läsk mellan måltider; man bör konsumera läsken snabbt och dessutom undvika att borsta tänderna precis efter ett läskintag. Vatten som inte är smaksatt är ett dryckesalternativ som inte fräter på tänderna.

## Läskedryckstyper
Branschorganisationen Sveriges Bryggerier delar in läskedrycker i följande nio kategorier:
- Julmust
- Coladrycker
- Apelsindrycker
- Övriga kolsyrade läskedrycker
- Syrup
- Cider
- Stilldrink
- Sportdrycker och energidrycker
- Juice, nektar, saft och fruktdrycker

## Exempel på läskedrycker
| - 7 Up - Champis - Coca-Cola - Cream Soda - Dr Pepper - Enbärsdricka - Fanta - Fruktsoda - Grappo - Hallonsoda | - Jaffa - Julmust - Kickapoo Joy Juice - Kinnie - Almdudler - Kola Escocesa - Loranga - Mountain Dew - Pepsi-Cola - Pommac | - Portello - Påskmust - Päronsoda - Root Beer - San São - Schweppes - Sockerdricka - Sprite - Trocadero - Zingo |